# Libellentanz
Libellentanz är en operett i tre akter med musik av Franz Lehár och libretto av Alfred Maria Willner. Den hade premiär den 23 mars 1923 på Wiener Stadttheater. Ibland benämns verket med titeln Die drei Grazien. 

## Historia
Mitt under första världskriget skrev Lehár en av sina minst lyckosamma operetter, Der Sterngucker. Tack vare att musiken tilltalade den italienske producenten Carlo Lombardo lät sig Lehár övertalas att återanvända en stor del av musiken till en helt ny operett med italienskt libretto delvis skrivet av Lombardo själv. Operetten uppfördes i Milano den 27 september 1922 med titeln La Danza delle Libellule.
Stora delar av musiken var hämtad från Der Sterngucker eller omarbetad, även textligt. Emedan den italienska versionen spelades en längre tid på italienska scener var Libellentanz ingen succé på tysktalande scener. Enstaka musiknummer framförs på konserter men som helhet är operetten försvunnen från repertoaren.
Lehár reviderade verket en tredje gång 1926 med libretto av Lombardo och Gioacchino Forzano. Med titeln Gigolette hade den premiär den 26 oktober på Wiener Stadttheater.

## Personer
- Hélène Cliquot, en ung änka
- Charles Bouquet, hertig av Nancy
- Toutou Gratin, hotellägare
- Charlotte Pommery
- Mr.Pommery, hennes make
- Piper, ägare till slottet i Nancy

## Handling
Piper har köpt en slott i Nancy. Han bjuder in vänner att åka skridskor i parken och sedan framföra en pjäs han har skrivit. Vännerna är hotellägaren Gratin och champagnetillverkaren Pommery. Deras fruar är före detta körflickor och goda vänner med den unga änkan Hélène Clicquot. När hertigen av Nancy anländer kommer han väl överens med Hélène. Hertigen är förklädd och kallar sig "Mr. Nimrod". Fru Gratin försöker flirta med den nyanlände. Hennes make ber honom lämna stället. Nimrod säger att han ska återkomma till aftonens pjäs. På teatern diskuteras Mr Nimrods skandalösa uppträdande. När hertigen kommer tvingas han avslöja sin identitet och erbjuds att spela Adonis i pjäsen. Hélène som spelar Venus försöker förgäves dölja sitt intresse för hertigen. De grälar oupphörligen och Piper ber honom lämna teatern. Men hertigen visar ett papper att han äger teatern och de andra tvingas lämna. Hertigen sänder bud efter Hélène. Hon kommer och de förenas. Charlotte och Toutou återförenas med sina män.

## Musiknummer
- Nr. 1 Introduktion och kör: Töricht ist jeder der heut beim Ofen hockt
- Nr. 2 Terzett (Libellenlied): Ob Du willst oder nicht (Helene, Toutou, Charlotte)
- Nr. 3 sång: Unbekannte Fee (Charles)
- Nr. 4 Duett: Jede Frau ist und bleibt ein Geheimnis für mich (Helene, Charles)
- Nr. 5 Danssång: Wenn ich lieb, lieb ich enorm (Totou, kör)
- Nr. 6 Duett: Beim Kino möchte ich sein (Toutou, Bouquet)
- Nr. 7 Final I (Alla)
- Nr. 8 Kör och Hélènes entré
- Nr. 9 Mytologisk kvartett: Du überstrahlst alle Sterne
- Nr. 10 Bambolina, geh durch mit mir (Toutou, Bouquet)
- Nr. 11 Duett: Bitte Madame, treten in ihre Garderobe Sie ein (Helene, Charles)
- Nr. 12 Gigolette-Foxtrott: (Toutou, Bouquet, Grisetten)
- Nr. 13 Final II (Alla)
- Nr. 13a Intermezzo: (Orkester)
- Nr. 13b Terzett: Reminiszenz, Ob Du willst oder nicht (Helene, Toutou, Charlotte)
- Nr. 14 Bostonvals: Herz, mein Herz (Helene)
- Nr. 15 Duett: Lieber guter Mond schau weg (Toutou, Bouquett)
- Nr. 16 Duett: Frühlingswind  (Helene, Charles)
- Nr. 17 Slutsång (Final III): Bambolina, geh durch mit mir (Alla)